# Bulbophyllum molossus
Bulbophyllum molossus là một loài phong lan thuộc chi Bulbophyllum.